# 皮奥伊州圣罗莎
皮奥伊州圣罗莎（葡萄牙語：Santa Rosa do Piauí）是巴西皮奥伊州的一个市镇。总面积356.237平方公里，总人口5146人，人口密度14.4人/平方公里。